# Parastrangalis shaowuensis
Parastrangalis shaowuensis är en skalbaggsart som först beskrevs av J. Linsley Gressitt 1951.  Parastrangalis shaowuensis ingår i släktet Parastrangalis och familjen långhorningar. Inga underarter finns listade i Catalogue of Life.